# Dewoitine D.371

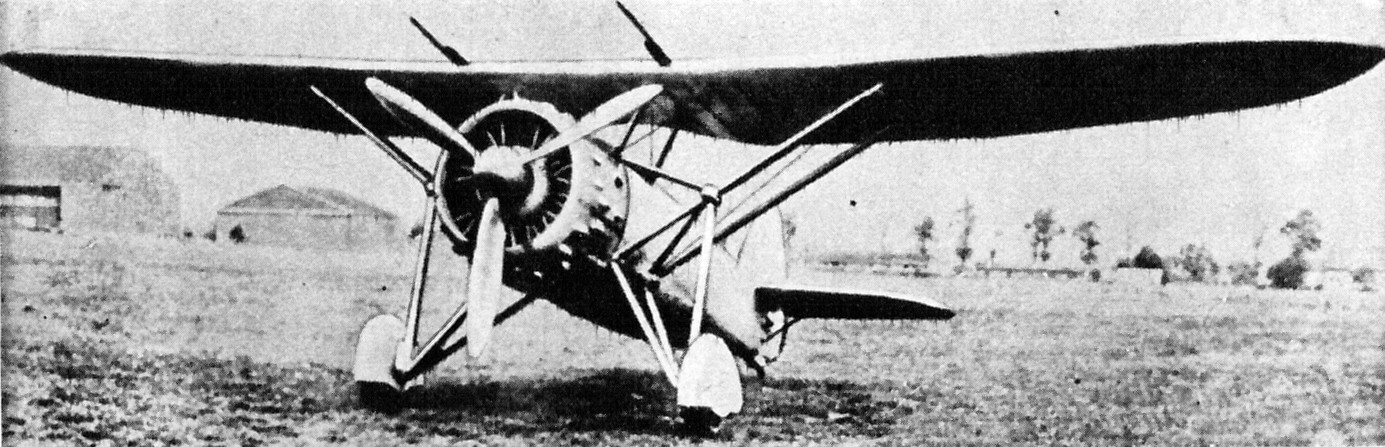
Dewoitine D.371

Il Dewoitine D-371 era un caccia monoplano ad ala alta a parasole prodotto dall'azienda francese Société Aéronautique Française (Avions Dewoitine) negli anni trenta.
Derivato dal prototipo D-37, a sua volta uno sviluppo del precedente D-27, divenne il primo monoplano francese ad entrare in servizio operativo nell'Armée de l'air, primato condiviso con il pari ruolo D-500.
Mentre in patria la serie D-500/D-510 lo aveva messo rapidamente in secondo piano, alcuni di essi vennero utilizzati dalla Fuerzas Aéreas de la República Española, la forza aerea della parte repubblicana, nelle fasi iniziali della guerra civile spagnola ma non risultando particolarmente efficaci vennero presto sostituiti dai caccia di produzione sovietica.

## Storia del progetto
Nel 1930 il governo francese emise una specifica, designata programme C1 (chasseurs monoplaces, ovvero caccia monoplano), atta a modernizzare il parco velivoli in dotazione all'Armée de l'air basata ancora sui velivoli in configurazione alare biplana sviluppati su quelli progettati al tempo della prima guerra mondiale. La tecnologia monoplana evidenziava un sensibile miglioramento nelle prestazioni complessive e nei margini di sviluppo per cui la necessità di avere una flotta al livello delle forze aeree straniere imponeva questa scelta tecnica pur se altre realtà, ad esempio in Italia, si preferì continuare nella configurazione biplana.
Alla richiesta rispose la Dewoitine con il progetto D-37, un monoplano ad ala alta a parasole, e con il D-500, che era invece ad ala bassa. Dato però che Dewoitine decise di curare preferibilmente lo sviluppo del D-500, a causa della impossibilità di realizzare entrambi i prototipi la costruzione del D-37 venne affidata alla Lioré et Olivier.
Il D-37 conservava l'aspetto classico tipico degli anni trenta del modello da cui derivava, monomotore monoposto con carrello fisso, caratterizzato dalla struttura monoscocca interamente metallica. La differenza più evidente era l'adozione di un motore aeronautico dalla diversa architettura, un radiale Gnome-Rhône 14Kbrs Mistral Major capace in questa versione di erogare una potenza di 700 CV.
Venne portato in volo per la prima volta il 1º ottobre 1931, e benché ad una valutazione comparativa gli fosse stato preferito il D-500, la commissione esaminatrice lo giudicò comunque un progetto di merito e ne richiese un'ulteriore sviluppo. Molte le modifiche di piccola e media entità che vennero introdotte nell'anno successivo a partire dall'adozione di due successive versioni più potenti del 14K (14Kb, poi un 14Kds da 800 CV), quindi diverse soluzioni per la cappottatura, un carrello d'atterraggio modificato e modifiche all'ala nel valore dell'angolo di diedro più pronunciato e della riduzione della corda.
Questo diede origine alla prima variante, il D-370, ed a un secondo prototipo, il D-371 che volò per la prima volta nel settembre 1934, sul quale vennero anche testasti una serie di diversi armamenti tra i quali 2 cannoncini da 20 mm montati nell'ala. Questo divenne l'esemplare che inaugurò la definitiva serie di 28 esemplari continuata con il caccia terrestre D-372 da esportazione, ed i D-373 e D-376 navalizzati destinati alla Marine nationale.
Nell'aprile 1935 venne emesso un ordine per la fornitura di 28 D-371 destinati ad equipaggiare i reparti da caccia dell'Armée de l'air; gli esemplari erano equipaggiato con un motore 14Kfs da 930 CV (al decollo, 880 CV alla quota di 3 250 m) e 4 mitragliatrici MAC 34 calibro 7,5 mm posizionate sotto l'ala. Il motore 14kfs assicurava una velocità massima raggiungibile di 20 km/h superiore ai precedenti modelli ed una tangenza massima teorica di 10 000 m ma la sua scarsa affidabilità ne ridusse drasticamente le buone prospettive.

## Tecnica
Il D-371 era un velivolo dall'aspetto tradizionale per l'epoca, monoplano, monomotore con carrello fisso.
La fusoliera, dalla sezione circolare, monoscocca e realizzata interamente in metallo, era caratterizzata dall'adozione di un unico abitacolo aperto protetto da un piccolo parabrezza e posizionato appena dopo il bordo d'uscita alare. Posteriormente terminava in un impennaggio tradizionale monoderiva caratterizzato dai piani orizzontali controventati.
L'ala, realizzata in tecnica mista, era posizionata alta a parasole, controventata da un robusto castello tubolare che integrava anche gli attacchi del carrello d'atterraggio biciclo fisso. Questo era integrato posteriormente da un pattino d'appoggio (nel D-373 sostituito da un ruotino).

## Impiego operativo

### Francia
In Francia i D-371 vennero assegnati all'Armée de l'air con compiti di prima linea ma i problemi di affidabilità al motore li relegarono molto velocemente a compiti di seconda linea appena disponibili ben più affidabili D-500/D-510.
Migliore sorte ebbe la versione imbarcata D-373; destinata alla portaerei Béarn della Marine Nationale rimase in servizio nella Aviation navale fino allo scoppio della seconda guerra mondiale.

### Spagna
La Spagna ricevette una fornitura di esemplari di D-372, una versione richiesta dalla Lituania per dotare la propria aeronautica militare di nuovi caccia ed equipaggiata con mitragliatrici Darne Mle 1933 e Browning. A causa delle notizie di inaffidabilità nei motori la Lituania ottenne, per l'intercessione dell'allora ministro Pierre Cot, di cambiare l'ordine con i più affidabili D-500 per cui la produzione iniziale divenne disponibile. Oltre i D-372 il ministro Cot inviò un'ulteriore partita dei 10 esemplari di D-371 in produzione. Il governo repubblicano li assegnò ai reparti di caccia della Fuerzas Aéreas de la República Española che li utilizzò durante la guerra civile spagnola con scarsi risultati; in combattimento venivano spesso surclassati dai Fiat C.R.32 in dotazione ai reparti franchisti, precisamente dalla Aviazione Legionaria, quindi vennero velocemente sostituiti dai Polikarpov I-15 di produzione sovietica. Gli esemplari sopravvissuti agli abbattimenti vennero definitivamente distrutti a terra da un'incursione dei bombardieri Savoia-Marchetti S.M.79 scortati dai C.R.32 Chirri del Grupo Gamba di Ferro.

## Versioni
D-37
prototipo
D-370
nuova designazione del D-37 dopo le prime modifiche.
D-371
designazione del secondo prototipo e della successiva serie da questo derivato.
D-372
versione derivata dal D-371 e destinata all'esportazione. Ordinati dalla Lituania furono in seguito girati all'aeronautica repubblicana spagnola.
D-373
versione imbarcata realizzata in 20 esemplari; differiva dalla versione terrestre per pochi particolari come l'adozione di un dispositivo di galleggiamento nella fusoliera e la riduzione dell'apertura alare di 30 cm per permetterne l'uso dell'ascensore per il rimessaggio nella portaerei Béarn.
D-376
venne emesso un ordine mai evaso per una nuova versione del D-373 dotato di ali ripiegabili.

## Utilizzatori
Francia
- Armée de l'air
- Aviation navale (D-373)

 Spagna
- Fuerzas Aéreas de la República Española (D-371 e D-372)